# Khyrugundha, Hosanagara
Khyrugundha là một làng thuộc tehsil Hosanagara, huyện Shimoga, bang Karnataka, Ấn Độ.